# 最大大脐蜗牛
最大大脐蜗牛（学名：Aegista megachila），是柄眼目扁蜗牛科盾蜗牛属的一种。主要分布于中国大陆，常栖息在海拔2000以上的丘陵山区农田附近灌木丛、草丛中、落叶、石块下多腐殖质阴暗潮湿的环境。